# Маршалл, Лоис
Лои́с Марша́лл CC (англ. Lois Marshall; 29 января 1924, Торонто — 19 февраля 1997, там же) — канадская певица, сопрано.

## Творческая карьера
Училась у Уэлдона Килберна, ставшего затем её аккомпаниатором (до 1971 года), а в 1968 г. и мужем, а также у Эмми Хайм. В 1947 г. дебютировала в «Страстях по Матфею» Баха под управлением Эрнеста Макмиллана. В 1950 году стала победительницей конкурса «Завтрашние звезды вокала» (англ. Singing Stars of Tomorrow) и получила Итонскую стипендию, присуждаемую лучшим выпускникам Высшей школы Королевской музыкальной консерватории. В этом же году дебютировала в Вашингтоне, выступив с Национальным симфоническим оркестром на празднествах в честь 150-летия города.
В 1952 г. выиграла Наумбурговский конкурс молодых исполнителей и в качестве лауреата выступила с концертом в Нью-Йорке, после чего Артуро Тосканини пригласил Маршалл петь в его постановке Торжественной мессы Бетховена (премьера 28 марта 1953 г.). В этом же году с Леопольдом Стоковским Маршалл участвует в премьерном исполнении Cantiones mysticae No. 1 Годфри Ридаута в «Карнеги-холле». В 1955 году она исполняет Девятую симфонию Бетховена с Миннеаполисским симфоническим оркестром.
Вслед за этим Маршалл сделала широкую международную карьеру, начавшуюся в 1956 г. с британских гастролей с Королевским филармоническим оркестром под управлением Томаса Бичема (в это же время вместе с Бичемом Маршалл участвовала в записи моцартовского «Похищения из сераля») и оратории Генделя «Соломон». Гастролировала в СССР (1958, одна из первых иностранных исполнительниц, совершивших турне по Советскому Союзу; в том же году Апрелевским заводом была выпущена 8-дюймовая пластинка с ариями и песнями в её исполнении (Д—004792-3), в 1962 выступала в Большом зале Московской государственной консерватории), Австралии, Новой Зеландии (1960) и других странах, не говоря уже о США, где, в частности, Сара Колдуэлл в 1959—1960 гг. специально для неё поставила в Бостонской опере «Тоску» и «Богему». В целом, однако, Маршалл предпочитала камерный и концертный репертуар — отчасти из-за перенесённого в двухлетнем возрасте полиомиелита, последствия которого сказывались всю жизнь.
Маршалл часто выступала на родине с ведущими канадскими музыкальными коллективами и исполнителями. Так, на Стратфордском фестивале 1962 года она исполняла Das Marienleben Хиндемита с Гленном Гульдом, а позже в том же году они вместе участвовали в телепередаче, посвященной Рихарду Штраусу. Произведения Р. Штрауса она исполняла также с Торонтским симфоническим оркестром.
С 1970-х годов Маршалл выступает как меццо-сопрано, что позволило ей включить в свой репертуар французскую оперную музыку, написанную для этого голоса, и многочисленные немецкие лидеры. Проведя в 1981—82 годах прощальное турне по Канаде, она тем не менее продолжала и после этого периодически появляться в концертах и рециталах. В 1985 году она была художественным директором фестиваля TriBach в Эдмонтоне. С 1986 г. Маршалл преподавала на музыкальном факультете Торонтского университета. Скончалась в 1997 году.

## Награды
- Национальная музыкальная премия Альберты (1962)
- Медаль Столетия Канады (1967)
- Компаньон ордена Канады (1968)
- Медаль Совета Канады по музыке (1972)
- Медаль за выдающиеся заслуги Совета Онтарио по искусству (1973)
- Премия Молсона (1980)
- Орден Онтарио (1993)
- Почетные ученые степени университетов Торонто и Реджайны и Королевской музыкальной консерватории